# Frano Alfirević
Frano Alfirević (Zadar, 11. rujna 1903. – Zagreb, 2. veljače 1956.), hrvatski pjesnik, esejist, prevoditelj i putopisac.
Za Alfirevića se govorilo da premda je rođen u Zadru, da je po mentalitetu i nostalgiji Kotoranin. Preokupirali su ga Boka, Kotor, more i prolaznost.

## Životopis
Frano Alfirević rodio se u Zadru 1903. godine. Osnovnu školu polazio je u Kotoru, gimnaziju u Dubrovniku i Kotoru a studij francuskog i književnosti polazio je i završio u Zagrebu.
Završio je romanistiku i slavistiku u Zagrebu. Kao gimnazijski profesor radio je u Trebinju, Sarajevu, Beogradu, Zemunu i Zagrebu. Od 1941. godine živio je u Zagrebu prvo radeći kao gimnazijski profesor a zatim od 1942. do 1945. godine kao upravitelj knjižnice pri Ministarstvu narodne prosvjete. Poslije Drugoga svjetskog rata od 1945. do 1947. godine ponovno radi kao gimnazijski profesor.
U Putopisima i esejima opisao Boku. Ubraja ga se u slavne ličnosti Perasta. Boka mu se odužila spomenikom i knjigom Odabrane pjesme i proza Frana Alfirevićau izdanju Hrvatskog građanskog društva Crne Gore i Nacionalne zajednice Crnogoraca u Hrvatskoj. Bistu je napravio hrvatski kipar Ivan Vukušić. Postavljanje biste čekalo je još od 1980-ih, na čemu je nastojao Miloš Milošević. Namjera je bila postaviti bistu u Kotor, a otkrivena je na otoku Gospe od Škrpjela.
Prevodio je s talijanskog i francuskog jezika.
Hrvatska skladateljica Ivana Lang je uglazbila Alfirevićevu pjesmu Ruke bolesnog mladića.

## Djela
- Pesme, Beograd, 1934.
- More i daleki gradovi, (pjesme), Zagreb, 1941.
- Putopisi i eseji, Zagreb, 1942.
- Ranjeni galeb: pjesme šestorice, Naklada "Hrvatski orač", Zagreb, 1942. (suautori Salih Alić, Gustav Krklec, Nikola Šop, Vlado Vlaisavljević i Ivo Balentović)[7]
- Izabrane pjesme, Zagreb, 1952.
- Koloplet: pjesme osmorice, Zagreb, 1954. (suautori Tin Ujević, Salih Alić, Matej Šavora, Ferdo Škrljac, Ferdo Bačić, Ivan Đurašin i Juraj Baldani)
- Proza, Zagreb, 1956.

### Posmrtno
- Izabrane pjesme, Matica hrvatska, Zagreb, 1963.
- Izabrana djela / Luka Perković, Frano Alfirević, Vladislav Kušan, (priredio Saša Vereš, Pet stoljeća hrvatske književnosti, knj. 114.), Matica hrvatska, Zagreb, 1969.
- Frano Alfirević, Izabrana djela, (priredio Cvjetko Milanja, biblioteka: Stoljeća hrvatske književnosti), Matica hrvatska, Zagreb, 2002.[8]

## Nagrade
1941.: Nagrada državnoga zavoda za narodnu prosvjetu, za knjigu pjesama More i daleki gradovi.